# Scaled and Icy
Scaled And Icy es el sexto álbum de larga duración y cuarto álbum de estudio del dúo estadounidense Twenty One Pilots publicado el 21 de mayo de 2021 a través de Fueled by Ramen y Elektra. El título del álbum es un anagrama de «Clancy is Dead», una referencia a un personaje de su anterior álbum, Trench. El 19 de noviembre de 2021 se lanzó una versión livestream del álbum para celebrar su "medio aniversario".

## Antecedentes y producción
El 4 de marzo de 2019, cinco meses después del lanzamiento de su tercer álbum de estudio Trench, la banda confirmó que estaban trabajando en su próximo álbum de estudio. Sobre el tema, Tyler Joseph dijo, «hay un personaje del que no se ha hablado todavía en ningún disco que juega un papel muy importante en la narrativa del que, obviamente, será necesario hablar». El 9 de abril de 2020, el dúo lanzó la canción «Level of Concern», que marcó la primera producción musical del dúo desde el lanzamiento de Trench.
En noviembre de 2020, Josh Dun había revelado que todavía estaban trabajando «de forma remota» en el álbum, con ambos miembros en diferentes ubicaciones durante el tiempo. Describe el proceso de grabación, «los dos tenemos nuestros propios estudios, lo cual es muy agradable, así que se le ocurre un montón de cosas en su estudio, me las envía y luego se me ocurren algunas cosas aquí en mi estudio. y luego enviarlo de vuelta».
A inicios de enero de 2021, comenzaron a anunciar una posible nueva era. Scaled and Icy fue escrito y producido en gran parte por Joseph en el estudio de su casa durante un período de un año durante la pandemia de COVID-19, mientras que Dun diseñó las pistas de batería.
Es el primer álbum de estudio que involucra al hermano menor de Joseph, Jay Joseph, quien canta junto a cinco de sus amigos cercanos en «Never Take It», «Bounce Man» y «No Chances».

## Composición
Scaled and Icy ha sido descrito como, «a la primera escucha, lo más optimista y optimista que ha sonado la banda desde que surgieron por primera vez en 2009», lo que Joseph explicó es una reacción contra las «condiciones extrañas y sombrías» causadas por el COVID-19, durante la grabación del álbum. Los críticos señalaron específicamente su desviación del enfoque más oscuro de Trench (2018) y Blurryface (2015) y un regreso al «sonido juguetón de pop alternativo» de Vessel (2013),  con Joseph afirmando que el disco es una «pequeña reacción a Trench». El álbum también ha sido descrito como rock alternativo, pop, rock, rap y synth-pop, con elementos de electro.
Aunque es una desviación de la narrativa conceptual que se encuentra en Trench , la banda continúa examinando temas serios en Scaled y Icy a pesar de su sonido optimista. Joseph explicó que el contraste fue deliberado, afirmando que «a medida que te sumerges en las letras, muchas veces se hacen preguntas bastante pesadas y se abordan algunas cosas bastante pesadas». Neil Z. Yeung de AllMusic describió el álbum como «instantánea de los altibajos emocionales de la vida en cuarentena», mientras que Augusta Battoclette de Alternative Press señaló los temas de «ansiedad, duda y la necesidad de mantener su seres queridos cercanos».

## Lanzamiento y promoción
El dúo comenzó a anunciar la era en enero de 2021 actualizando los encabezados de sus redes sociales con una foto teñida de naranja. El mes siguiente, Joseph publicó una selfie en su historia de Instagram con un símbolo psi (Ψ) azul sobre su ojo derecho. El 2 de abril de 2021, apareció una barra de progreso en dmaorg.info, un sitio web que la banda usa para compartir historias y tradiciones, que parecía estar borrando archivos. Cuando la barra de progreso expiró tres días después, aparecieron tres carteles en la página que anunciaban un nuevo álbum titulado Scaled and Icy y una «Experiencia de transmisión en vivo» programada para el 21 de mayo de 2021. El álbum fue anunciado oficialmente por la banda un día después.
El sencillo principal «Shy Away» se lanzó el 7 de abril de 2021 junto con un video musical. El clip fue dirigido por Miles Cable y AJ Favicchio. Un segundo sencillo «Choker», se estrenó en el sitio web de acceso previo a la transmisión en vivo de la banda, con los fanes participando en un evento de lanzamiento. El video musical y el sencillo se estrenaron el 30 de abril de 2021 a las 12:00 a. m. ET. El tercer sencillo del álbum, «Saturday», fue lanzado el 18 de mayo de 2021. El 17 de marzo de 2022, el dúo anunció que un video musical para el cuarto sencillo de Scaled And Icy, The Outside, sería lanzado al día siguiente, el 18 de marzo de 2022. El video se lanzó al día siguiente, siendo este una continuación del video oficial de Saturday.

## Recepción crítica
Scaled e Icy recibió críticas generalmente positivas de los críticos musicales. En Metacritic , que asigna una calificación normalizada de 100 a las reseñas de los críticos principales, el álbum tiene una puntuación promedio de 70, basada en 9 reseñas críticas, lo que indica «reseñas generalmente favorables».
Ali Shutler de NME elogió el álbum como «una declaración de ambición que aplasta las expectativas», destacando su tono más optimista y optimista en comparación con el trabajo anterior de la banda, sin dejar de ser «mucho en el universo de Twenty One Pilots». Rachel Aroesti  de The Guardian también tomó nota de la «alejarse de esta melancolía ansiosa»; afirmó que mientras los fanes «verían este cambio como una esperanza ganada con esfuerzo», los oyentes que no estén familiarizados con la banda encontrarán el álbum «agradablemente optimista, aunque notoriamente sin USP». Jake Richardson de Kerrang! consideró que aunque «hay momentos en Scaled And Icy donde las cosas se sienten un poco seguras», es «un buen disco que equilibra los momentos decepcionantes ocasionales con destellos de brillantez que solo pueden provenir de sus creadores».
Steven Loftin de The Line of Best Fit elogió el sonido divertido del álbum y la progresión que representó para la banda». Escribiendo para Stereogum, Chris DeVille opinó que el álbum «mantiene la habilidad para la música rock desquiciada y amapola que hizo a la banda estrellas en primer lugar», además de «algunos cacharros», y consideró que representaba una evolución hacia un sonido y una imagen más adulta. En Clash mientras tanto, se afirmó que «la mayoría, aunque no todas, estas pistas tienen que presionar el botón de reproducción», y agregó que «memorable es definitivamente la palabra para describir el álbum». Sin embargo, Mason Meyers de Gigwise llamó al álbum «un intento desenfocado, a menudo olvidable, de atraer a las masas con melodías pop cursis».
Varias reseñas criticaron la relación laxa entre el contenido del álbum y el concepto que lo rodea. Ludovic Hunter-Tilney criticó los «tonos contradictorios» del registro en su evaluación para Financial Times, argumentando que «las pistas están atrapadas entre el servicio del concepto y la existencia por derecho propio» y concluyó que «el el resultado sugiere indecisión, no una capa enigmática de misterio». David Smyth del Evening Standard también destacó el contraste entre el sonido «brillante y poppy» del álbum y su promoción conceptual, preguntando: «¿Vale la pena quedarse para buscar mensajes secretos? No realmente». Por el contrario,Neil Z. Yeung escribió que «ya sea que decidan o no revivir la mitología de su álbum actual, Scaled and Icy seguirá siendo una dosis rápida de la perfección TOP, una joya del catálogo delgado que es brillante, efervescente e inmensamente adictiva».

## Lista de canciones
Todas las pistas están escritas por Tyler Joseph. Todas las pistas son producidas por Tyler Joseph, excepto donde se indique.

| Scaled and Icy |                                           |          |  |
| N.º            | Título                                    | Duración |  |
| 1.             | «Good Day» (Tyler Joseph y Mike Elizondo) | 3:24     |  |
| 2.             | «Choker»                                  | 3:44     |  |
| 3.             | «Shy Away»                                | 2:55     |  |
| 4.             | «The Outside»                             | 3:36     |  |
| 5.             | «Saturday»                                | 2:52     |  |
| 6.             | «Never Take It»                           | 3:32     |  |
| 7.             | «Mulberry Street» (Joseph y Elizondo)     | 3:44     |  |
| 8.             | «Formidable»                              | 2:56     |  |
| 9.             | «Bounce Man»                              | 3:05     |  |
| 10.            | «No Chances»                              | 3:46     |  |
| 11.            | «Redecorate» (Joseph y Meany)             | 4:05     |  |
| 37:42          |                                           |          |  |

## Créditos y personal
Créditos adaptados de las notas del álbum.

### Voz e instrumentos
- Tyler Joseph – voz principal (todas)
- Josh Dun – batería (todas)
- Mike Elizondo – bajo (1, 7)
- Brittany Haas – violín (1)
- Steven Patrick – trompeta (1, 7)
- Matt Pauling – violín (2)
- Jay Joseph – voz grupal (6, 9, 10)
- Payton Byrd – voz grupal (6, 9, 10)
- J. R. Bowers – voz grupal (6, 9, 10)
- Chris Matis – voz grupal (6, 9, 10)
- Kyle Schmidt – voz grupal (6, 9, 10)
- Jack Peterman – voz grupal (6, 9, 10)

### Productores y técnicos
- Tyler Joseph – productor ejecutivo (todas)
- Josh Dun – ingeniería de batería (2, 3, 6, 8)
- Adam Hawkins – mezcla
- Chris Gehringer – masterización
- Lawson White – ingeniería (1, 7)
- Matt Pauling – ingeniería de batería (2, 6)
- T. J. Bechill –  ingeniería vocal grupal (6, 9, 10)
- Erica Block – asistente de ingeniería (1, 7)
- Zachary Stokes – asistente de ingeniería (1, 7)
- Chris Woltman – productor ejecutivo

### Arte y diseño
- Mark Eshleman – diseño de dirección (video)
- Brandon Rike – diseño de dirección
- Ashley Osborn – fotografía

## Posicionamiento en listas
| Listas (2021)                           | Mejor posición |
| --------------------------------------- | -------------- |
| Alemania (Media Control Charts)         | 6              |
| Australia (ARIA)                        | 3              |
| Austria (Ö3 Austria Top 40)             | 4              |
| Bélgica (Ultratop) Flanders             | 7              |
| Bélgica (Ultratop) Wallonia             | 4              |
| Canadá (Billboard)                      | 5              |
| Dinamarca (Tracklisten)                 | 35             |
| Escocia (OCC)                           | 4              |
| España (PROMUSICAE)                     | 9              |
| Estados Unidos (Billboard 200)          | 3              |
| Estados Unidos (Top Alternative Albums) | 1              |
| Estados Unidos (Top Rock Albums)        | 1              |
| Finlandia (Suomen virallinen lista)     | 11             |
| Francia (SNEP)                          | 6              |
| Hungría (MAHASZ)                        | 4              |
| Irlanda (IRMA)                          | 5              |
| Italia (FIMI)                           | 15             |
| Japón (Oricon)                          | 136            |
| Lituania (AGATA)                        | 9              |
| Noruega (VG-lista)                      | 23             |
| Nueva Zelanda (RMNZ)                    | 3              |
| Países Bajos (Álbum Top 100)            | 7              |
| Portugal (AFP)                          | 4              |
| Reino Unido (OCC)                       | 3              |
| República Checa (ČNS IFPI)              | 2              |
| Suecia (Sverigetopplistan)              | 24             |
| Suiza (Schweizer Hitparade)             | 4              |